# Ice Age (jogo eletrônico)
Ice Age é um jogo de plataforma de 2002 baseado no filme de mesmo nome, desenvolvido pela Artificial Mind and Movement, publicado pela Ubisoft e lançado exclusivamente para o Game Boy Advance. Uma sequência, Ice Age 2: The Meltdown, foi lançada em várias plataformas em 2006, também baseada no filme de mesmo nome.
O jogo também foi usado como prêmio de consolação durante a promoção Frozen Fantasy Sweepstakes do Cartoon Network, onde as pessoas se registravam pelo site da empresa, enquanto o vencedor do grande prêmio ganharia um cruzeiro pelo Alasca para quatro pessoas, onde veriam geleiras.

## Jogabilidade
Ice Age é um jogo de plataforma 2D. O jogo permite jogar como Sid ou Manny (sem contar com Diego) junto com Roshan. O objetivo de cada um dos 10 níveis é coletar o máximo de nozes possível e chegar ao fim com segurança.

## Recepção
O jogo recebeu críticas mistas a negativas dos críticos, com o GameRankings e o Metacritic relatando uma pontuação média de 46,00% e 47/100, respectivamente. Tim Tracy do GameSpot descreveu o jogo como um “jogo de plataforma direto com uma série de problemas que, no final, o tornam uma experiência sem alegria”, criticando a música repetitiva e sem interesse e “uma sensação geral de que tentativa e erro é a chave para vencer o jogo”.
Craig Harris, escrevendo para a IGN, também criticou o design de níveis baseado em tentativa e erro; “os desenvolvedores tornam os níveis [deste jogo] desafiadores ao criar saltos cegos, tornando impossível ver o que está abaixo de uma borda sem dar aquele irritante ‘salto de fé’.” Por outro lado, ele foi mais positivo ao comentar sobre a música, descrevendo o bom uso do hardware de áudio do GBA pelo jogo como “o único verdadeiro ponto positivo do jogo.”